# Loverboy (1989)
Loverboy (no Brasil: Loverboy - Garoto de Programa) é um filme americano de comédia, lançado em 1989 e dirigido por Joan Micklin Silver.

## Sinopse
O estudante universitário Randy Bodek (Patrick Dempsey) não conta aos seus pais, Diane (Kate Jackson) e Joe (Robert Ginty), que está namorando sua colega de faculdade, Jenny Gordon (Nancy Valen). Isso deixa a garota irritada, e ela rompe o namoro com Randy, que está com notas baixas. O fato deixa seu pai tão chateado, que ele deixa de pagar a faculdade.
Randy, embora continuasse amando Jenny, precisava voltar para a universidade. Para conseguir dinheiro, arruma um emprego como entregador de pizzas. Ao conhecer Alex (Barbara Carrera), muda de "profissão" e se envolve rapidamente com ela, que o ajuda financeiramente e fornece para amigas o telefone de seu trabalho. Randy ainda se envolve com Joyce Palmer (Kirstie Alley), Monica (Carrie Fisher), uma aspirante a fotógrafa que se acha feia, e Kyoko (Kim Miyori), que anda chateada com sua vida sexual. Surpreendentemente, ele torna-se o homem mais desejado entre as mulheres de Beverly Hills, principalmente as que se sentem sexualmente frustradas. A aparência de Randy, o comportamento estranho e os presentes entregues por Tony (Robert Camilletti), colega de trabalho do rapaz, fazem com que Joe suspeitasse de que seu filho seria homossexual.
Desconfiados, Claude (Peter Koch), Harry (Vic Tayback) e Reed (Robert Picardo) forjam as declarações financeiras de suas esposas, com o objetivo de identificar quem estaria se envolvendo com elas. Randy e Jory (Dylan Walsh) saem do Señor Pizza para lutar, porém os 3 maridos flagram a dupla e atacam o primeiro, quando Harry diz que Randy é filho de Joe Bodek; este havia falado que o filho seria homossexual e Harry descarta. O trio, então, decide pegar Jory.
Randy tenta explicar para Jenny o motivo dela ter virado uma acompanhante de luxo. Insegura em continuar a relação, a garota aceita ir ao aniversário de seus pais juntamente com ele. Harry, Reed e Claude seguem Jory até a festa e o rival de Randy é preso por assalto. Abalado, Jory descobre que sua mãe era cliente de Randy. Joe, que chegou a pensar que o filho seria homossexual, o perdoa e volta a pagar a faculdade.

## Elenco
- Patrick Dempsey - Randy Bodek
- Kate Jackson - Diane Bodek
- Carrie Fisher - Monica Delancy
- Barbara Carrera - Alexandra "Alex" Barnett
- Kirstie Alley - Dra. Joyce Palmer
- Nancy Valen - Jenny Gordon
- Robert Ginty - Joe Bodek
- Vic Tayback - Harry Bruckner
- Robert Picardo - Dr. Reed Palmer
- Ray Girardin - Henry
- E.G. Daily - Linda
- Peter Koch - Claude Delancy
- Robert Camilletti - Tony
- Bernie Coulson - Sal
- Dylan Walsh - Jory Talbot
- Kim Miyori - Kyoko Bruckner
- Sandra Beall - Robin
- Alisa Wilson - Enfermeira Darlene
- Roberto Martín Márquez - Juan
- Richard Brestoff - Robô (voz)
- Robert Petkoff - Brad
- Kathryn Spitz - Cliente do Señor Pizza
- Elizabeth Scherrer - Cliente do Señor Pizza

## Recepção

### Resposta da crítica
Loverboy teve reações variadas para o público, enquanto os críticos de cinema deram críticas mistas. Rotten Tomatoes dá ao filme uma pontuação de 44% .